# نووسادووی
نووسادووی (انگلیسی: Novosadovy) یک شهرک در بخش بلگورودسکی استان بلگورود کشور روسیه است.